# Chen Xiaocui
Chen Xiaocui (陳小翠 - 5 septembre 1902 - 1er juillet 1967) est une poétesse, écrivaine et peintre chinoise. Elle est l'une des fondatrices de l'Association des femmes chinoises pour la calligraphie et la peinture. Après la fondation de la République populaire de Chine, Chen Xiaocui devient l'un des premiers professeurs de l'Académie de peinture chinoise de Shanghai, en 1960. Elle se suicide en 1967 pendant la révolution culturelle, qui avait commencé l'année précédente.
Au cours de sa vie, Chen Xiaocui compose de la poésie chinoise classique, des nouvelles, des romans et des pièces de théâtre, traduit de la littérature occidentale et réalise des peintures. Le principal recueil de ses poèmes est Cuilou Yincao (翠樓吟草).